# Muséum d'histoire naturelle et d'archéologie de Trondheim

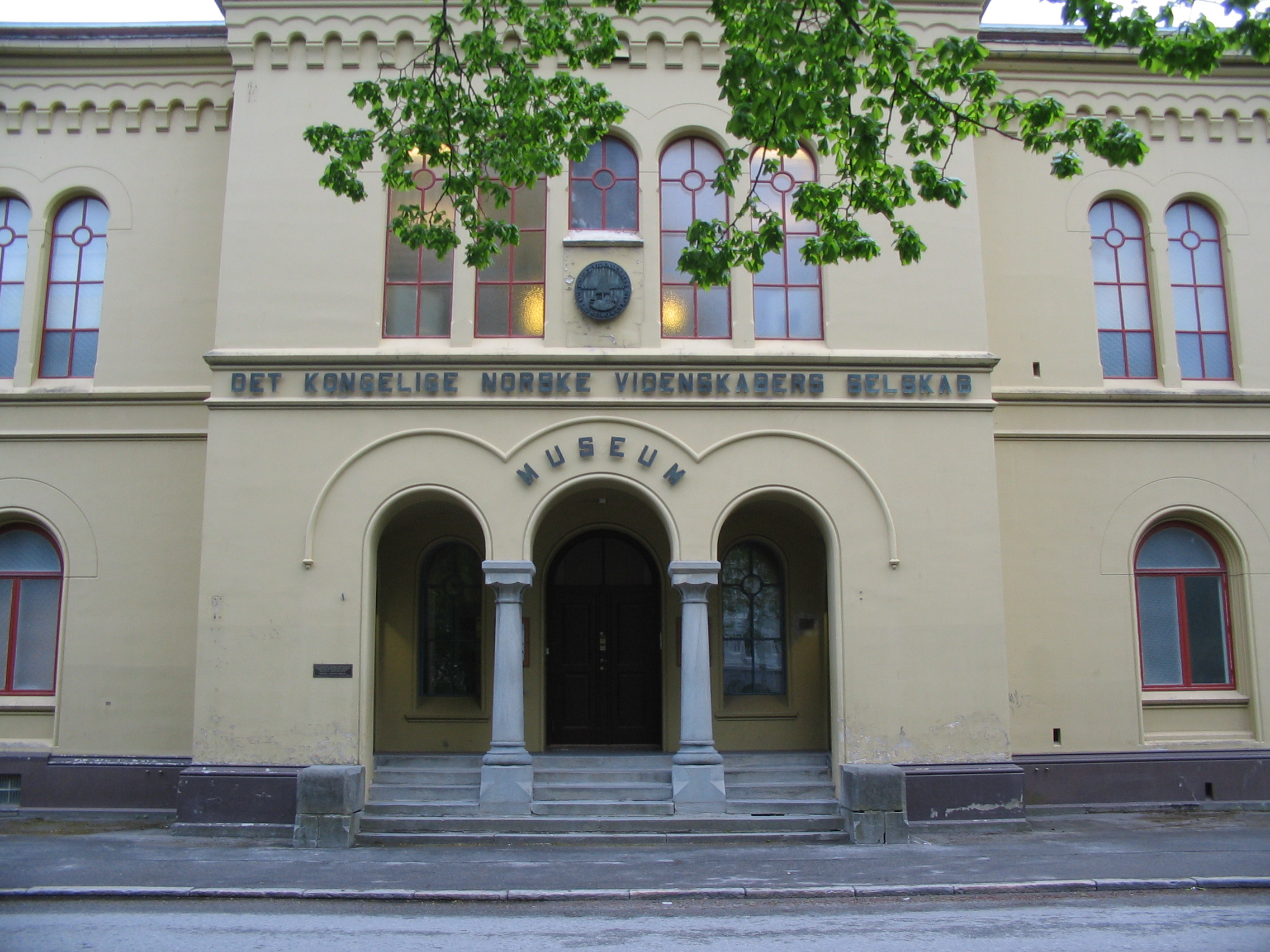
Le muséum d'histoire naturelle et d'archéologie (NTNU) de Trondheim.

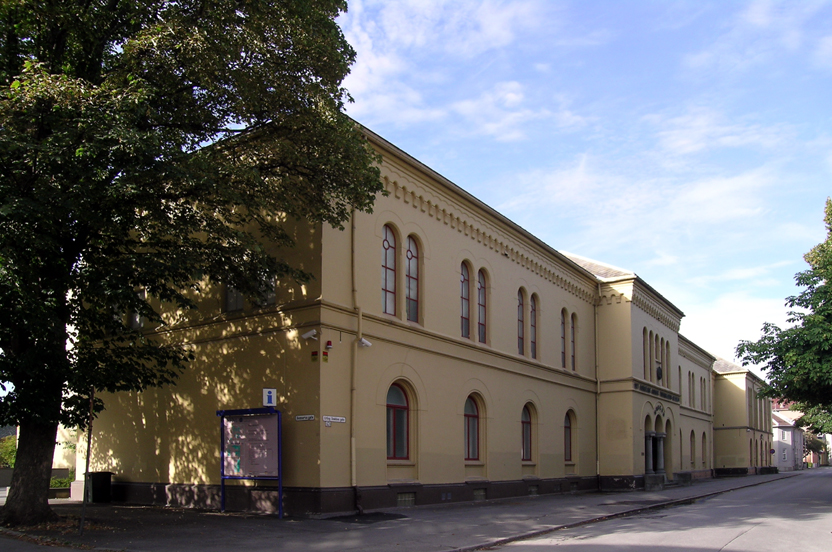
Façade du muséum d'histoire naturelle et d'archéologie (NTNU).

Le muséum d'histoire naturelle et d'archéologie (NTNU), (en norvégien : Vitenskapsmuseet), est un musée dépendant de l'université norvégienne de sciences et de technologie (NTNU : Norges teknisk-naturvitenskapelige universitet) situé à Trondheim en Norvège. 

## Historique
Les collections du muséum d'histoire naturelle et d'archéologie furent constituées en 1767 quand la Société royale des lettres et des sciences de Norvège les a officiellement constituées et organisées. Ces collections enrichies avec les siècles furent regroupées pour l'ouverture officielle du muséum en 1926. En 1968, le muséum fut rattaché à l'université de Trondheim.
Le muséum présente trois thèmes historiques concernant spécifiquement la région de Trondheim et plus largement la région septentrionale de la Scandinavie : l'histoire naturelle, l'histoire culturelle et l'archéologie.
Le département d'archéologie présente des objets datant de l'âge de pierre, de l'âge du bronze, de l'âge du fer et de la période vikings. L'histoire médiévale de Trondheim est également abordée. 
L'histoire culturelle relate l'histoire et la culture du peuple autochtone des Samis ou Lapons. 
L'histoire naturelle présente une collection d'oiseaux, poissons, mammifères et insectes d'Europe du Nord.
Un jardin botanique ouvert au public complète les collections du muséum de Trondheim. 
Le NTNU gère également une station biologique située à Kongsvoll et le jardin botanique de Kongsvoll depuis 1975.